# Samira
Samira je žensko osebno ime.

## Izvor imena
Ime Samira je ženska oblika moškega osebnega imena Samir.

## Pogostost imena
Po podatkih Statističnega urada Republike Slovenije je bilo na dan 31. decembra 2007 v Sloveniji število ženskih oseb z imenom Samira: 162. Ime Samira imajo v Slovenji večinoma muslimanske priseljenke in njihove potomke. 